# Katzenfels

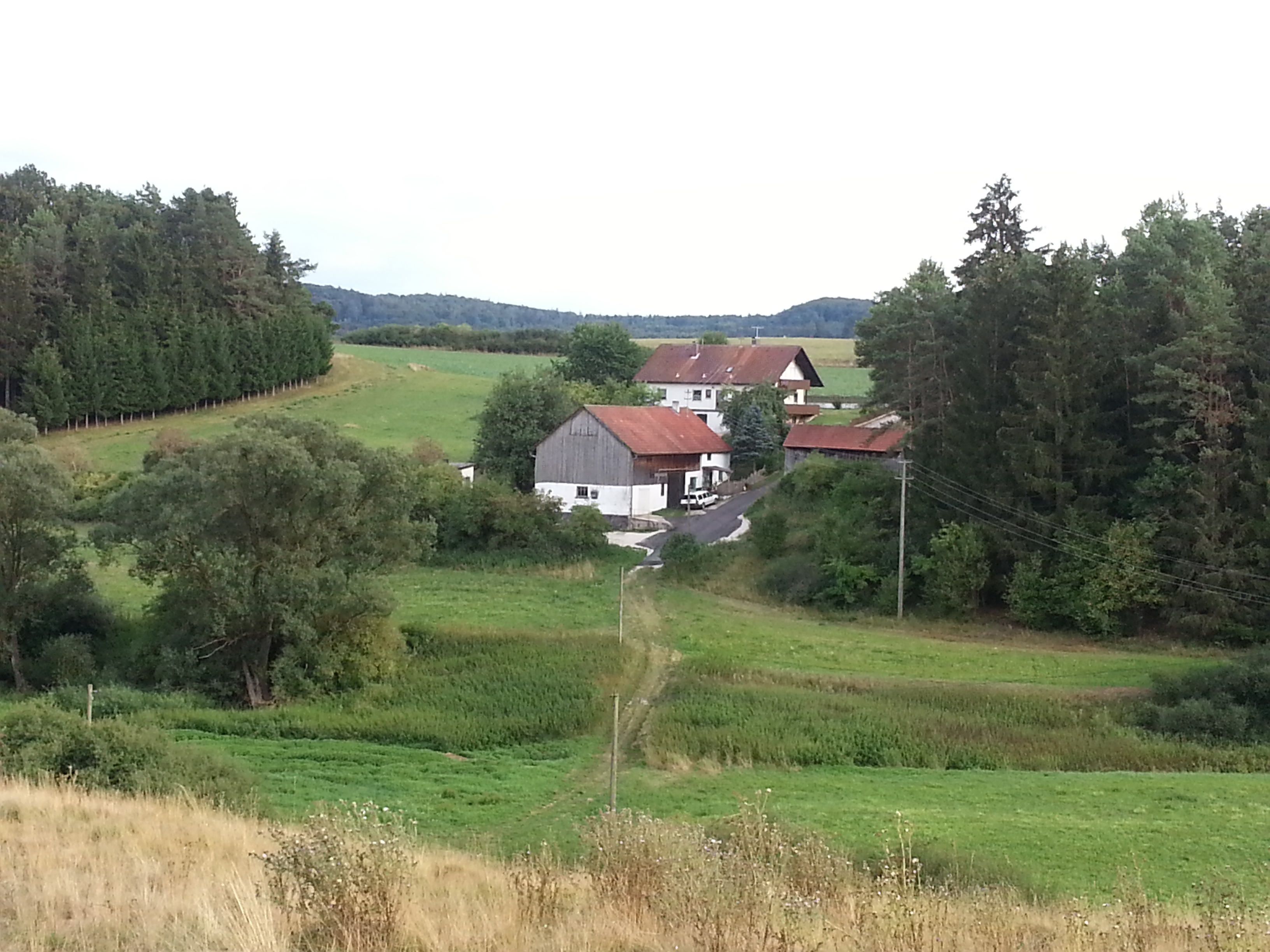
Katzenfels

Katzenfels ist ein Gemeindeteil der Stadt Parsberg im Landkreis Neumarkt in der Oberpfalz.
Der Ort liegt zwischen Gastelshof und Darshofen an der Anhöhe Katzenfelsen oberhalb des Tals der schwarzen Laber. Bewohnt wird die Einzelsiedlung lediglich von einer Familie.

## Geschichte
Das im Jahr 1864 erbaute Anwesen Katzenfels wurde 1936 als Ort amtlich benannt.